# God Gave Rock 'N Roll to You II
God Gave Rock 'N Roll to You II è un brano del gruppo hard rock statunitense Kiss, facente parte della colonna sonora del film Un mitico viaggio. Il brano è stato pubblicato inizialmente come singolo (assieme al brano Junior's Gone Wild dei King's X), poi è stato inserito all'interno dell'album Revenge come quinta traccia.

## Il brano
Il brano è una cover di una canzone del 1973 degli Argent, scritta dal loro chitarrista Russ Ballard ma modificata da Paul Stanley e Gene Simmons in collaborazione con il produttore dell'album Revenge Bob Ezrin. Questa canzone è inoltre l'ultima registrazione in cui compare Eric Carr: il batterista, seppure minato da gravi problemi di salute, ha registrato alcune parti vocali d'accompagnamento per il brano lasciando il proprio posto nelle parti di batteria a Eric Singer.
Per il brano è stato realizzato un videoclip diretto da Mark Rezyka in cui si vede il gruppo suonare il brano all'interno di una stanza (con Eric Carr alla batteria). Durante il video compaiono alcuni spezzoni di filmati dell'epoca in cui il gruppo si esibiva con le maschere.

## Tracce
- Lato A: God Gave Rock 'N Roll to You II
- Lato B: Junior's Gone Wild

## Formazione
- Gene Simmons - basso, voce
- Paul Stanley - chitarra ritmica, voce
- Bruce Kulick - chitarra solista, voce
- Eric Singer - batteria, voce
- Eric Carr - voce